# إلواس سميث
إلواس سميث (بالإنجليزية: Eloise Smith)‏ هي مبارزة بالسيف بريطانية، ولدت في 2 يناير 1978.

## وصلات خارجية
- إلواس سميث على موقع أوليمبيديا (الإنجليزية)